# ایشیکاوا، فوکوشیما
ایشیکاوا، فوکوشیما (به لاتین: Ishikawa, Fukushima) یک منطقهٔ مسکونی در ژاپن است که در استان فوکوشیما واقع شده‌است. ایشیکاوا ۱۱۵٫۷۱ کیلومتر مربع مساحت و ۱۶٬۷۹۱ نفر جمعیت دارد.